# Memecylon insperatum
Memecylon insperatum är en tvåhjärtbladig växtart som beskrevs av Albert Charles Smith. Memecylon insperatum ingår i släktet Memecylon och familjen Melastomataceae. Inga underarter finns listade i Catalogue of Life.